# علي بن ريفيرتير
أبو الحسن علي ابن رويبتر (توفي 1187م، تونس) هو الابن الثاني لريفيرتر الأول. صار على نفس نهج أبيه وانضم إلى صفوف جيوش المسلمين في المغرب والأندلس، وتخلى عن الإيمان المسيحي واعتنق الإسلام.
اسمه المسيحي غير معروف. عندما توفي والده سنة 1142 وهو يقاتل في صفوف المرابطين ضد الموحدين، عينه الأمير تاشفين بن علي قائدا في جيش المرابطين بالمغرب. بعد سنة 1146، عندما بدأت دولة الموحدين تسيطر على مقاليد الحكم، كان علي ابن ريفيرتير من بين المسيحيين الذين أبقاهم عبد المؤمن بن علي في صفوف الجيش، فاعتنق الإسلام واتخذ اسمًا عربيًا.
وفي سنة 1183م أرسله الخليفة يعقوب المنصور إلى جزيرة مايوركا للتفاوض مع بنو غانية. وبعد أن تناهى إلى أسماع بني غانية مقتل الخليفة الموحدي يوسف بن عبد المؤمن قاموا باعتقال رسول الموحدين إليهم علي بن الربرتير، وكان الذي أسره هو علي بن ميمون، الذي كان من قادة الأسطول البحري المرابطي. لكن هذا الرسول كان شعلة متقدة من الدهاء فاستطاع أن يقنع الحراس النصارى الموكلين بحراسته بان يطلقوا سراحه ويعينوه على قلب نظام الحكم على أن يعطيهم أموالا كثيرة ويطلق سراحهم ليذهبوا إلى بلدانهم في أوروبا، وفعلا تمت الاتفاقية، واستغل ابن الربرتير احرام الناس لصلاة الجمعة وخرج على حين غرة وتمكن من أسر أسرة علي ابن غانية نفسه ثم تحصن بأحد الحصون هناك وهدد كل من يحاول اقتحام الحصن بقتل أم علي بن غانية مما جعل أهل الجزيرة عاجزين عن فعل أي شيء. وبعد مفاوضات طويلة رضخ أهل الجزيرة لللامر الواقع وتم الاتفاق بين أهل الجزيرة وابن الربرتير على أن يٌرجع أهل الجزيرة محمد بن غانية (الذي عزله اخوته من قبل) إلى الحكم ويعلن محمد بن غانية بدوره دخوله في طاعة للموحدين، واخذ منهم الايمان المؤكدة على ذلك ثم نفذ ما اتفق مع جند النصارى وسرحهم إلى بلدانهم سنة 585هـ/ 1185م ورجع هو إلى مراكش ليبشر الخليفة الموحدي بعظيم صنعه. وبدى كانما دخلت الجزيرة في طاعة الموحدين أخيرا. ثم ترك علي ابن رويبتر مايوركا، وعاد إلى المغرب، واحتجزه بنو غانية وتم إعدامه في عام 1187م خلال غزوتهم على بجاية.